# Ninja Theory
Ninja Theory, Ltd. är en datorspelsutvecklare baserad i Cambridge, England. Företaget grundades som Just Add Monsters i mars 2000. Det köptes senare upp av Argonaut Games, men ägs numera av Microsoft, vilka kungjorde detta under sin presskonferens på E3 2018.
Några av utvecklarens speltitlar innefattar Heavenly Sword, Enslaved: Odyssey to the West och DmC: Devil May Cry.

## Spelbibliotek
| ÅR   | Titel                                             | Plattform                                                                                         |
| ---- | ------------------------------------------------- | ------------------------------------------------------------------------------------------------- |
| 2003 | Kung Fu Chaos                                     | Xbox                                                                                              |
| 2007 | Heavenly Sword                                    | Playstation 3                                                                                     |
| 2010 | Enslaved:Odyssey to the West                      | Microsoft Windows, Playstation 3, Xbox 360                                                        |
| 2013 | DmC: Devil May Cry                                | Microsoft Windows, Playstation 3, Xbox 360                                                        |
| 2013 | Fightback                                         | iOS                                                                                               |
| 2014 | Disney Infinity: Marvel Super Heroes              | iOS, Microsoft Windows, PlayStation 3, PlayStation 4, PlayStation Vita, Wii U, Xbox 360, Xbox One |
| 2015 | DmC: Devil May Cry Definitive Edition             | PlayStation 4, Xbox One                                                                           |
| 2017 | Dexed                                             | Microsoft Windows, PlayStation 4                                                                  |
| 2017 | Hellblade: Senua's Sacrifice                      | Microsoft Windows, PlayStation 4, Xbox One, Nintendo Switch                                       |
| 2018 | Hellblade: Senua's Sacrifice VR                   | Microsoft Windows                                                                                 |
| 2019 | A Star Wars VR Series: Vader Immortal – Episode I | Oculus Quest, Oculus Rift                                                                         |
| 2020 | Bleeding Edge                                     | Microsoft Windows, Xbox One                                                                       |